# Иванов, Иван Григорьевич (контр-адмирал)
Иван Григорьевич Иванов (21 июня 1902 — 8 декабря 1957) — советский военный деятель, контр-адмирал, участник советско-финской и Великой Отечественной войн.

## Биография
Иван Григорьевич Иванов родился 21 июня 1902 года в деревне Алексино (ныне — Зубцовский район Тверской области). В 1920 году был призван на службу в Военно-морской флот СССР. Начинал службу краснофлотцем в отдельном дивизионе подводных лодок. В 1928—1930 годах занимал должность делопроизводителя Управления комплектования Морских сил Балтийского моря. В 1933 году окончил параллельные курсы при Высшем военно-морском училище имени М. В. Фрунзе, в 1935 году — штурманский отдел специализированных классов командного состава Военно-морских сил Красной Армии. Служил на различных судах Балтийского флота. В марте 1938 года стал командиром БЧ-1 на линейном корабле «Марат», в этом качестве принял участие в советско-финской войне, а затем и встретил начало Великой Отечественной войны.
В октябре 1941 года Иванов был назначен флагманским штурманом Ладожской военной флотилии. С января 1943 года занимал должность флагманского штурмана Кронштадтского морского оборонительного района Балтийского флота. Во время обороны Ленинграда провёл большую работу по обеспечению навигационной безопасности кораблей в контролируемых водных районах. Многократно участвовал в операциях по боевому тралению неконтактных мин на Кронштадтском створе и Красногорском рейде, эскортировал из Кронштадта на боевые позиции подводные лодки, сопровождал конвои и эскадры, возглавляя проходы крупных групп кораблей в условиях исключительно сложной навигационной обстановки. Не раз при выполнении своих обязанностей попадал под вражеские обстрелы. Большое внимание уделял вопросам изучения аварий кораблей и катеров по навигационным причинам, тщательно анализируя каждый такой случай и добиваясь от всего личного состава флота принятия необходимых мер. Когда была снята блокада Ленинграда, и Балтийский флот развернул активные боевые действия по захвату островов, Иванов много раз обеспечивал прорыв катеров и прочих плавсредств в районы операций, добиваясь точного прохода кораблей в район сосредоточения и высадки. С апреля 1945 года занимал должность флагманского штурмана Юго-Западного морского оборонительного района Балтийского флота.
После окончания войны продолжал службу в Военно-морском флоте СССР. Был флагманским штурманом Юго-Балтийского флота, затем 4-го Военно-морского флота. В 1947—1949 годах был заместителем главного штурмана, а в 1949—1953 годах — главным штурманом Военно-морских сил СССР. В 1953—1956 годах являлся главным штурманом Управления боевой подготовки Главного штаба Военно-морских Сил СССР. С февраля 1956 года был помощником начальника Главного штаба Военно-морских сил СССР. Скончался в Москве 8 декабря 1957 года, похоронен на Богословском кладбище Санкт-Петербурга.

## Награды
- Орден Ленина (10 ноября 1945 года);
- 3 ордена Красного Знамени (13 ноября 1941 года, 3 ноября 1944 года, 15 ноября 1950 года);
- Орден Нахимова 2-й степени (8 июля 1944 года);
- Орден Красной Звезды (21 апреля 1940 года);
- Медали «За оборону Ленинграда», «За взятие Кёнигсберга» и другие медали.
- Медаль Китайско-Советская дружба